# 暁の挑戦
『暁の挑戦』（あかつきのちょうせん）は、1971年5月22日に松竹配給により公開された、舛田利雄監督のやくざ映画。フジテレビジョンの劇場映画製作第三回作品。大正時代の鶴見騒擾事件を扱ったもので、大規模土木工事の利権を狙う暴力団と、それを排除せんとする行政、労働者、民衆の闘争を描いた。若林豪の映画デビュー作である。
上映後にフィルムが所在不明となり、《幻の映画》とされていたが、フジテレビが新社屋に引っ越す際に倉庫から発見され、修復を経て2014年に川崎市の映画館「チネチッタ」において上映会が行われた。

## 配役
- 中村錦之助 : 舟木仙之助
- 若林豪 : 正岡正二郎
- 渡哲也 : 倉石鉄二郎
- 倍賞美津子 : 千代鶴
- 尾崎奈々 : 文子
- 御木本伸介 : 中隊長
- 青木義朗 : 音吉
- 財津一郎 : 麻生
- 谷村昌彦 : 新田
- 亀石征一郎 : 野本
- 内藤武敏 : 芦原
- 加藤嘉 : 細野
- 菊ひろ子 : 秋江
- 外崎恵美子 : ぬい
- 八木孝子 : 千代春
- 佐藤慶 : 上原
- 内田良平 : 島谷
- 三島雅夫 : 矢島会頭
- 辰巳柳太郎 : 酒巻源次
- 島田正吾 : 岩田市長
- 仲代達矢 : 塚越

## スタッフ
- 監督 - 舛田利雄
- 脚色 - 橋本忍、国弘威雄、池田一朗
- 原案 - 中川明徳、望月利雄
- 製作 - 村上七郎、嶋田親一、望月利雄
- 音楽 - 渡辺岳夫
- 撮影 - 坪井誠
- 照明 - 森沢淑明
- 録音 - 米津次男
- 美術 - 木村威夫
- 編集 - 井上親弥
- 助監督 - 村川透、 一毛克巳 、小谷収三
- 特撮 - エキスプロダクション
- 協力 - 川崎市、川崎商工会議所
- 製作協力 - 日活芸能
- フジテレビジョン = 新国劇映画共同作品